# 3647 Dermott
3647 Dermott este un asteroid din centura principală, descoperit pe 11 ianuarie 1986 de Edward Bowell.